# Balon (obraz Francisca Goi)

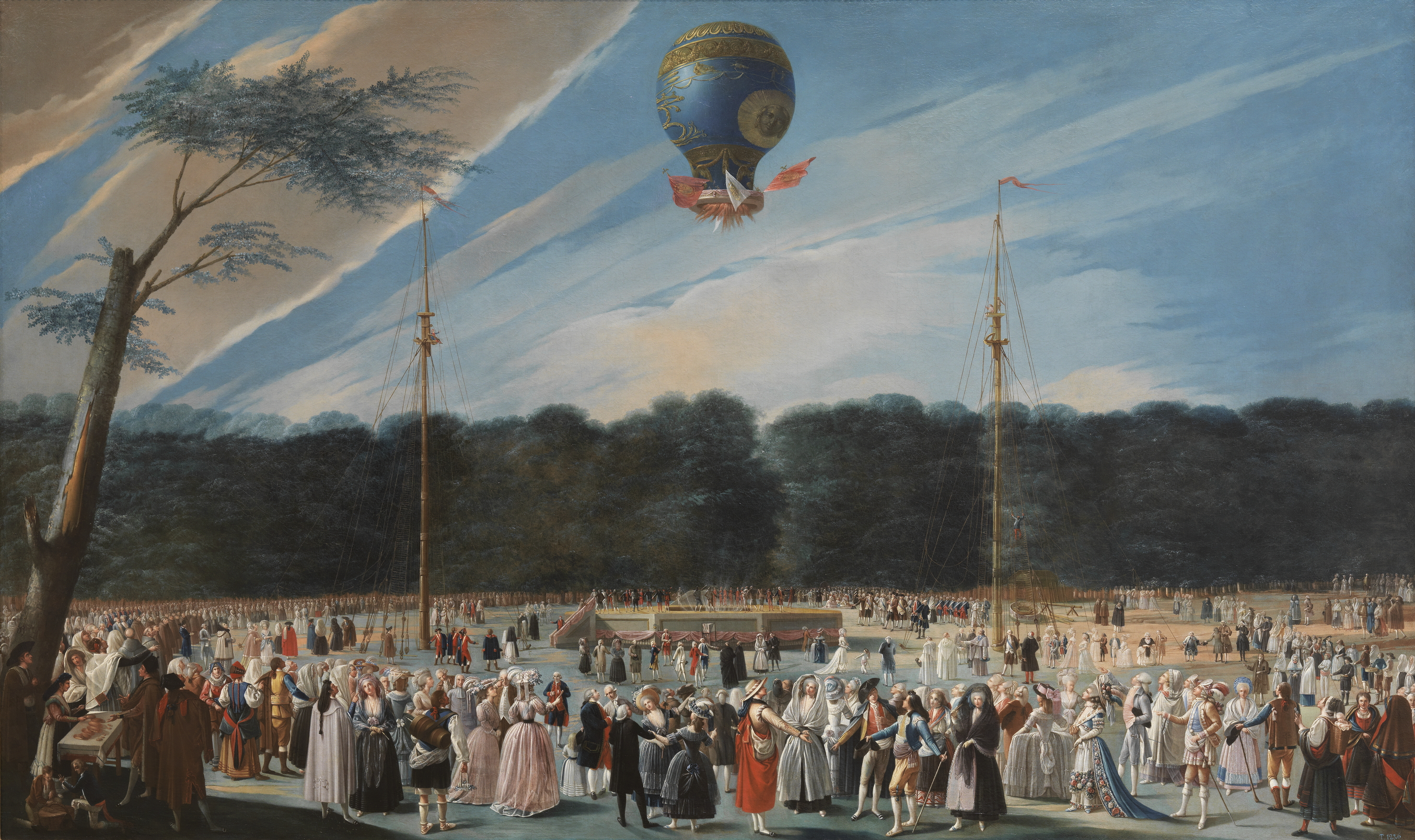
Wzniesienie się balonu Montgolfierów w ogrodach Aranjuezu, Antonio Carnicero, ok. 1784, Prado

Balon – obraz olejny hiszpańskiego malarza Francisca Goi. Niektórzy historycy sztuki uważają, że został namalowany przez ucznia lub naśladowcę Goi. Znajduje się w kolekcji Muzeum Sztuk Pięknych w Agen we Francji.

## Opis obrazu
Balon na ogrzane powietrze unosi się nad wąwozem, niebo zajmuje ponad połowę kompozycji, a w centralnej części znajdują się chmury o niezdecydowanym kształcie. W dali widać urwiste góry i dolinę. W koszu balonu podróżują dwie osoby, a po obu jego stronach powiewają flagi. Balon przelatuje nad grupą postaci przemieszczających się w zgiełku pieszo i konno. Goya wykonał kilka rysunków, które mogły posłużyć jako szkice do tego obrazu, np. ten zachowany w Kunsthalle w Hamburgu. Zawiera istotne różnice w stosunku do płótna: ludzie spokojnie obserwują przelatujący po niebie balon, nie ma wśród nich atmosfery niepokoju i zamętu.
Eksperymenty z balonami na ogrzane powietrze były dość popularne pod koniec XVIII wieku. Możliwe, że Goya widział obraz Antonia Carnicera Wzniesienie się balonu Montgolfierów w ogrodach Aranjuezu z ok. 1784 roku przedstawiający wzlot balonu w ogrodach Pałacu Królewskiego w Aranjuez, w ostatnich latach panowania Karola III. Dzieło Carnicera ukazuje ciekawość, jaką balon wzbudził w widzach, a zarazem świętuje postęp nauki i technologii, owoce Oświecenia. W obrazie Goi wyczuwalna jest atmosfera niepokoju, ludzie nie obserwują balonu, biegną pod nim. Górski pejzaż znacznie różni się od spokojnego królewskiego parku. Scena może nawiązywać do epizodu wojny o niepodległość. Według niektórych uczonych tego typu balony na ogrzane powietrze były stosunkowo powszechne jako element wsparcia armii w czasie wojny.
Obraz jest tradycyjnie datowany na okres wojny niepodległościowej, ale możliwa jest także późniejsza data. Podobnie namalowany biały koń pojawia się na obrazie Asmodeusz z ok. 1819.

## Technika
Osobliwością tego obrazu jest bardzo nowoczesna technika malarska. Goya korzystał z różnych narzędzi do uzyskania efektów teksturalnych na powierzchni dzieła. Postaci w dolinie zostały namalowane szybkimi impastami, przy pomocy szpatułki nakładającej dużą ilość farby. W podobny sposób Goya przedstawił bezładny, spanikowany tłum na obrazie Kolos. Chropowatość górskiego reliefu została uzyskana nożem, co umożliwiło rozprowadzenie farby szerokimi, ciężkimi pociągnięciami. Kosz balonowy został namalowany charakterystyczną dla Goi techniką, którą opisał współczesny mu ojciec Tomas Lopez. Malarz używał trzcinki przeciętej na pół; to lekkie narzędzie umożliwiło pozyskanie impastów w celu uwydatnienia szczegółów. Naśladując jednego ze swoich mistrzów, Rembrandta, użył trzonka pędzla do namalowania białego konia pośrodku sceny. W palecie barw dominują odcienie niebieskiego.
Obraz prawdopodobnie uległ miejscowym zniszczeniom wywołanym ogniem, o czym świadczą charakterystyczne ślady na powierzchni.

## Proweniencja
Po śmierci Goi w 1828 jego przyjaciel Antonio de Brugada, na prośbę syna artysty, sporządził inwentarz dzieł zmarłego. Ten dokument pozwolił na późniejszą identyfikację wielu obrazów; figuruje w nim także Balon. Obraz należał do syna malarza, Javiera Goi, a następnie wnuka Mariana. Podziałem spuścizny malarza po śmierci Javiera zajął się Federico Madrazo. Mariano, który sukcesywnie wyprzedawał majątek dziadka na pokrycie swoich długów, sprzedał go do kolekcji Madraza (1854–1867). W Madrycie nabył go hrabia Damaze de Chaudordy, ambasador Francji w Hiszpanii, który w 1899 przekazał go w spadku Muzeum Sztuk Pięknych w Agen.